# Новонгу
Новонгу́ (кор. 노원구?, 蘆原區?, новая романизация: Nowon-gu) — один из 25 районов Сеула, столицы Республики Корея. Имеет статус самоуправления.

## Название
В древности на территории нынешнего Новонгу было много камышовых плантаций. В буквальном переводе «Новонгу» означает «район — источник камыша»: «но» (кор. 노?, 蘆?) — «камыш», «вон» (кор. 원?, 原?) — «первоначало» или «источник», «гу» — «район».
Официальные источники указывают на то, что название «Новон» применялось к этой территории ещё со времён династии Корё, но обычно оно употреблялось не отдельно «Новон», а, например, «Станция Новон», так как в то время через территорию проходила одна из важных дорог государства.

## Расположение на карте города
Новонгу расположен в северо-восточной части Сеула. На западе граничит с Тобонгу и Канбукку, на юго-западе — с Сонбукку, на юге — с Чуннангу. К востоку от Новонгу расположены территории городов Кури и Намъянджу, к северу — город Ыйджонбу.

## История
В начале XX века территория нынешнего Новонгу относилась к провинции Кёнгидо (Новонмён уезда Янджу, кор. 양주군 노원면).
В 1914 году территория была присоединена к Нохэмёну уезда Янджу, а в 1963 году, в соответствии с планом расширения границ Сеула, была введена в состав района Сонбукку.
В 1973 году из Сонбукку выделился район Тобонгу, а 1 января 1988 года президент Чон Ду Хван своим указом выделил Новонгу из состава Тобонгу.

## Общая характеристика
Район является вторым по численности населения в Сеуле — по данным на конец декабря 2008 года его население составило 615 981 человек. Больше проживало только в юго-восточном районе Сонпхагу (668 тыс. 962 чел.).
При общей площади района в 35,44 км², жилые кварталы Новонгу занимают 35,3 % (12,53 км²), а под зелёную зону отведено 63 % территории (22,35 км²). Промышленная территория располагается на площади 0,57 км², что составляет 1,7 % от площади Новонгу.

### Образование
Всего на территории Новонгу находятся 202 образовательное учреждение, из них: 70 детских садов, 93 обычные школы, 1 профессиональный колледж, 28 магистратур, 6 университетов, 4 прочих учреждения.
Среди образовательных учреждений есть Академия сухопутных войск Республики Корея.
Университеты:
- университет Кванун
- университет Индок
- университет Самъюк
- Сеульский женский университет
- Сеульский технологический университет
- Библейский университет Кореи

## Достопримечательности
На востоке района находятся две горы: Сураксан (кор. 수락산; 637 м) и Пурамсан (кор. 불암산 508 м). Несмотря на то, что главный объект для восхождения в горы в Сеуле — расположенная в относительной близости от Новонгу гора Пукхансан — выше гор Сураксан и Пурамсан, они составляют ей определённую долю конкуренции, поскольку отличаются довольно крутыми склонами и красивым пейзажем.

## Населённые пункты-побратимы
Внутри страны:
- г. Пхочхон, провинция Кёнгидо, Республика Корея[6]

За рубежом:
- район Хуапин, г. Лицзян, провинция Юньнань, Китай